# Andropromachus guangxiense
Andropromachus guangxiense är en insektsart som först beskrevs av Chen, S.C. och Yun He He 2000.  Andropromachus guangxiense ingår i släktet Andropromachus och familjen Phasmatidae. Inga underarter finns listade i Catalogue of Life.